# 頭字語
頭字語（とうじご）、アクロニム（英: acronym）、イニシャリズム（英: initialism）とは、主にヨーロッパ言語のアルファベットにおける略語の一種で、複数の単語から構成された合成語の頭文字をつないで作られた語のこと。

## 概要
その読み方によって次の2種類に分類されることもある（括弧内のカタカナは日本語的な発音例）。
イニシャリズム（initialism）頭文字を一字ずつアルファベットの名のままで読むもの。例： FBI（エフ・ビー・アイ）、OECD（オー・イー・シー・ディー）、WHO（ダブリュー・エイチ・オー）など。
アクロニム（acronym）連なったアルファベットを通常の単語と同じように発音して読むもの。例： AIDS（エイズ）、NASA（ナサ）など。
また、頭字語のなかには読み方が混同している例がある。
イニシャリズムとアクロニムのどちらともいえる例
- SOA（サービス指向アーキテクチャ）
  - 「エス・オー・エー」とも「ソウア」とも読まれる。

- 「可及的速やかに」の意味の「ASAP」
  - 「エイ・エス・エイ・ピー」とも「エイサップ」とも読まれる。

- AT-AT（全地形対応装甲トランスポート）
  - 「アット・アット」とも「エーティー・エーティー」とも読まれる。

母語により分類が変わる例
- UFO（未確認飛行物体）
  - 日本語では「ユーフォー」とアクロニムで読まれるが、英語では「ユー・エフ・オー」とイニシャリズムで読む。

アクロニムで母語により発音が変わる例
- 英: NATO（北大西洋条約機構）
  - 日本語では「ナトー」と読むが、英語では「ネイトウ」と読む（1 番目の a が二重母音）。

- 英: OPEC（石油輸出国機構）
  - 日本語では「オペック」と読むが、英語では「オウペック」と読む（最初の o が二重母音）。

アクロニムで読みが統一されていない例
- SATA（シリアルATA）
  - 日本語では「サタ」と読むことが多いが、英語では「セイタ」とも「サタ」とも読む。

また、情勢の変化によって頭字語をそのままに構成単語を変更する例も見られる。さらには、暗に複数の意味を持たされたり、構成する語が公式には存在せず頭字語のみの語であるということにされる場合すらある（例：DVD、DS、RSS、SQLなど、詳細は個々の記事参照）。

### 頭字語の例
- 北大西洋条約機構
  - 英: NATO - 英語: North Atlantic Treaty Organization
  - 仏: OTAN - フランス語: Organisation du traité de l'Atlantique nord
    - 双方とも正式名称。英仏間のダンケルク条約に端を発し、後に西側同盟→西欧同盟→ NATO と拡張された経緯がある。仏語の方の読みは「オタン」。
- DOCOMOMO
  - DOCOMOMO - 英: International Working Party for Documentation and Conservation of buildings, sites and neighborhoods of the Modern Movement

実際の他の頭字語の例については関連項目を参照。

## 頭字語の分類

### バクロニム
バクロニム（bacronym）とは、頭字語ではない既存単語の各文字を頭文字とする構成語を考案したり、既存の頭字語に整合するような別の語を当てはめたりして、新たに頭字語とした単語の事を指す造語である。

### TLA
特に三文字頭字語を「TLA」と呼ぶことがある。TLAという単語自体が three-letter acronym（3文字のアクロニム）ないし three-letter abbreviation（3文字の略語）に由来するイニシャリズムの頭字語であり、TLAでもある。

### 再帰的頭字語
頭字語の正式名称にその頭字語自身が含まれている例があり、それを再帰的頭字語という。例えば「PINK」という単語に「PINK Is Not Khaki」(ピンク色はカーキ色ではない)という意味を持たせるといった、主にソフトウェアの分野でよく用いられる言葉遊びの一種である。

### アプロニム
既存の語と一致するようなアクロニムはアプロニム（Apronym）とも呼ばれる。製品名（商標）や組織名などに頭字語を用いる際には、語呂や評判のよさそうな英単語をあらかじめ決めておき、それに合うように構成単語をこじつけて作った名称も存在する。
- 季節性情動障害（Seasonal Affective Disorder）は、そのアクロニムが"sad"（悲しい）という意味を持つ既存の英単語となるよう命名されている。
- 米国愛国者法として知られる法律の名称は"Uniting and Strengthening America by Providing Appropriate Tools Required to Intercept and Obstruct Terrorism Act of 2001"であるが、この名称の頭文字をつなげたアクロニムが通称の "USA PATRIOT Act"（米国愛国者法）となっている。

## HTMLによる頭字語のマークアップ
HTML4で acronym 要素が導入され、頭字語の元の単語の表記を title 属性で付けられるようになった。しかし、略語を表す abbr 要素と機能が重複することから、HTML5では acronym 要素は廃止され、abbr 要素に一本化された。
記述例
<abbr title="World Wide Web">WWW</abbr>は「World Wide Web」の頭字語である。